# Monumento a Garibaldi (Bologna)

## Descrizione
Il monumento a Garibaldi di Bologna, opera di Arnaldo Zocchi, si trova a circa metà di Via Indipendenza, di fronte all'Arena del Sole.
Inaugurato il 7 luglio del 1900, il monumento è composto da una statua in bronzo collocata sul piedistallo dove, in precedenza, fu posta la statua del monumento dedicato a Ugo Bassi, trasferita poi di fronte alla caserma di San Gervasio. Alla giuria e al vincitore del concorso non piacque la prima ipotesi di posizionare il monumento garibaldino in piazza XX Settembre (a causa della luce sfavorevole), né la successiva, in Montagnola.
Anche l'idea di posizionarla in Via Garibaldi, nella piazza antistante il complesso di San Domenico, non poté essere presa in considerazione poiché ottenne il rifiuto dei frati.

## Il concorso
Appena un mese dopo la morte del generale nel 1882, il 3 luglio a Bologna, in una manifestazione commemorativa in cui parlarono Aurelio Saffi e Giuseppe Ceneri, si propose di raccogliere i fondi necessari per la messa in posa di un monumento celebrativo, concorso che fu però indetto solo nel 1896, rivolto agli artisti italiani che avrebbero dovuto presentare bozzetti per un'opera in bronzo alta 9 metri a fronte di una somma di 60.000 lire nonostante, dopo la prima idea, si fosse pensato di destinare 40.000 lire alla creazione di bagni pubblici, opera di maggior utilità cittadina, sempre dedicata al Generale. A tale bando parteciparono alcuni tra i maggiori scultori del tempo tra cui i bolognesi Carlo Monari, Pietro Veronesi, Arturo Orsoni, Arturo Colombarini, Ettore Sabbioni, Alfredo Neri, Alessandro Massarenti, Ettore Sclavi e Tullo Golfarelli (con due bozzetti).
I bozzetti furono esposti nel gennaio 1898 nel salone del Podestà; la giuria, formata da Luigi Archinti, Davide Calandra, Emilio Gallori, Eugenio Maccagnani e Olindo Guerrini, scelse come vincitore Arnaldo Zocchi, la cui proposta, sebbene riecheggiasse quella di Gallori al Gianicolo, si distinse per l'equilibrio tra il gruppo equestre ed il piedistallo, con una generale sobrietà di composizione. L'opera fu fusa dalla fonderia Bruno a Roma mentre la realizzazione del basamento, in granito di Baveno, fu affidata alla ditta di marmisti bolognesi Davide Venturi.

## L'inaugurazione
Il discorso ufficiale fu tenuto dal prof. Dioscoride Vitali, ex garibaldino, massone e presidente del Comitato di associazioni popolari promotrici dell'iniziativa. Parteciparono numerosi rappresentanti della classe operaia e seguì un intervento del deputato socialista Andrea Costa a nome dei socialisti imolesi. Alla celebrazione parteciparono, oltre al popolo, autorità, associazioni reducistiche e mutualistiche, partiti di Bologna e dell'Emilia-Romagna, in un corteo che sfilò da via Castelfidardo, Via d'Azeglio, via Barberia, Piazza Malpighi, Via Ugo Bassi (dove si depose una corona al monumento del religioso, appena lì collocato) fino via Indipendenza e allo spazio dedicato al monumento garibaldino.

## Influenza culturale
Le discussioni sul posizionamento del monumento fecero nascere la commedia di Alfredo Testoni In dovv s'mett Garibaldi?, rappresentata al teatro Contavalli il 17 marzo, in cui i dibattenti erano altre statue e monumenti bolognesi.